# Cantó d'Evaus
El cantó d'Evaus és un cantó francès del departament de Cruesa, situat al districte de Lo Buçon. Té 8 municipis i el cap és Evaus.

## Municipis
- Arfuelha Chastenh
- Chambonchàrd
- Evaus
- Fontanieras
- Retèrra
- Sanac
- Sent Julian la Genesta
- Sent Priéch

## Història
| Data d'elecció                           | Identitat        | Partit          | Qualitat |
| ---------------------------------------- | ---------------- | --------------- | -------- |
| 1964-2001                                | Serge Cléret     | PS, després UDF |          |
| 2001-                                    | François Radigon | Divers gauche   |          |
| les dades anteriors no són pas conegudes |                  |                 |          |
|                                          |                  |                 |          |

## Demografia
| 1962  | 1968  | 1975  | 1982  | 1990  | 1999  | 2006  |
| ----- | ----- | ----- | ----- | ----- | ----- | ----- |
| 4.001 | 4.393 | 3.986 | 3.711 | 3.516 | 3.150 | 3.178 |